# 大島良雄
大島 良雄（おおしま よしお、1911年1月29日 - 2005年1月11日）は、日本の医学者。日本アレルギー学会名誉会員、東京大学名誉教授、埼玉医科大学名誉病院長。

## 経歴
1911年（明治44年）、北海道札幌市に生まれる。父は農学者の大島金太郎であった。1926年（昭和2年）官立東京高等学校理科2類に入学し、1930年（昭和5年）東京帝国大学医学部医学科に入学した。1934年（昭和9年）、大学付属病院物療内科に入局した。1940年（昭和15年）、論文「酸性泉の人体に及ぼす影響について」により、医学博士の学位を授与される。1944年（昭和19年）に岡山大学教授となり、終戦直前の1945年（昭和20年）陸軍軍医少尉となる。第二次世界大戦後は、岡山医科大学放射能泉研究所（現在の岡山大学病院三朝医療センター）所長となる。1947年（昭和22年）11月27日、三朝温泉に昭和天皇の戦後巡幸があり、昭和天皇に放射能泉について進講する機会を得る。興味を示した天皇に対し、翌日、浴室で放射能測定実験を披露した。
1950年（昭和25年）三朝分院院長、1953年（昭和28年）信州大学医学部第二内科教授、1955年（昭和30年）朿京大学医学部物療内科教授、1968年（昭和43年）東京大学医学部付属病院長にそれぞれ就任した。1970年（昭和45年）、同大学を定年退職した。1971年（昭和46年）に埼玉医科大学教授、同大学付属病院院長に就任した。この間、日本アレルギー学会、日本リウマチ学会、目本リハビリテーション医学会、日本温泉気候物理医学会、日本温泉科学会、日本結合組織学会、国際リウマチ学会の各会長を務めた。

## 著作
- 『温泉療養』創元社 1956年
- 『アレルギー』（木村義民、野口義圀との共編）金原出版 1957年
- 『内科学』（長谷川弥人, 上田泰との共編）医学書院 1962年
- 『臨床アレルギー学』（共編）朝倉書店 1967年
- 『病気別・全国療養温泉ガイド』（山本鉱太郎 共著）実業之日本社 1968年

## 授賞歴
- 1983年（昭和58年） 勲二等瑞宝章